# Hybanthus linearifolius
Hybanthus linearifolius är en violväxtart som först beskrevs av Vahl, och fick sitt nu gällande namn av Ignatz Urban. Hybanthus linearifolius ingår i släktet Hybanthus och familjen violväxter. Inga underarter finns listade i Catalogue of Life.